# 1996 Adams
1996 Adams este un asteroid din centura principală, descoperit pe 16 octombrie 1961 de Goethe Link Obs..